# فیلم جهان غیرموازی
جهان غیرموازی فیلمی به کارگردانی و نویسندگی محمد یراقی ، محصول سال ۱۴۰۲ است که پربازیگرترین فیلم کوتاه تاریخ سینمای ایران لقب گرفته است.
پارسا مجد مدیر فیلمبرداری «جهان غیرموازی» است و لیلی نوروزی تدوین فیلم را برعهده داشته است.
فیلم جهان غیر موازی برنده جایزه اصلی جشنواره فیلم یورتوشورتس لهستان و بهترین فیلم جشنواره پورتوبلو انگلستان شده است.

## خلاصه داستان
در خلاصه داستان این فیلم آمده است: اتفاقاتی که در عصر حاضر در حال رخ دادن هستند متعلق به جهان موازی یا غیرواقعی نیستند و همه ما در وقوع آن‌ها مقصر یا تاثیرگذاریم.

## داستان
یک دختر ۶ ساله سعی میکند در زندگی سختی که دارد به آرزویش که خرید یک عروسک است برسد اما در یک لحظه بین دو راهی قرار میگیرد.